# Шумата (защитена местност)
Шумата е защитена местност в България. Разположена е в землището на село Крушуна, област Ловеч.
Разположена е на площ 18,1 ha. Обявена е на 20 декември 1973 г. с цел опазване на с характерен ландшафт.
На територията на защитената местност се забраняват:
- извеждането на сечи, освен санитарни и ландшафтни, с оглед подобряване санитарното и ландшафтното състояние на обектите. Стопанисването да се извършва съгласно устройствените проекти с максимално запазване на природната обстановка;
- пашата на добитък през всяко време;
- откриването на кариери, къртенето на камъни, ваденето на пясък и други инертни материали, изхвърлянето на сгурия и промишлени отпадъци, както и всякакви действия, чрез които се нарушава или загрозява природната обстановка.[1]